# عزة (منطقة)
عزّة هي إحدى القرى اللبنانية من قرى قضاء النبطية في محافظة النبطية.
تبعد عن بيروت مسافة 57 كلم وترتفع عن سطح البحر مسافة 420 م.